# Феноменалізм
Феноменалізм — філософське вчення про те, що ми пізнаємо не сутність речей, «речі в собі», а лише явища. Основою феноменалізму є дослідження об'єктів пізнання з онтологічної та епістемологічної точок зору.
В онтології об'єкти розглядають незалежно від питання про їхню відтворюваність у пізнанні, винятково з точки зору взаємозалежності й відносного значення їхніх властивостей як відомих форм і проявів буття. При цьому виявляється, що одні властивості можна визнати постійними і первісними, інші — змінними і похідними. Так, наприклад, густина або маса є постійною властивістю всіх матеріальних об'єктів порівняно з кольором, формою та іншими властивостями, що надходять через органи чуття. Такі під певним кутом зору можуть бути визнані лише різними проявами маси.
Такий самий стосунок можуть мати відчуття, почуття, уявлення та інші змінювані елементи свідомості до тієї постійної основи душевного життя, яку визнають деякі філософські системи і називають душею  або субстанціальною єдністю свідомості. Незмінні й основні властивості та стани виражають наявну, або субстанціальну, сутність речей, похідні ж і мінливі належать до сутності речей, лише оскільки вона проявляє себе, тобто, залишаючись внутрішньо тотожною, виявляє ті чи інші поверхневі видозміни свого буття. Все, що належить до другої категорії, визнається явищами, або феноменами. 

Віднесення речей і їхніх властивостей до сфери феноменів або до сфери субстанціальної дійсності залежить від прийняття тієї чи іншої філософської або спеціально-наукової точки зору. Якщо з хімічної точки зору лід, вода та водяна пара мають бути визнані феноменами однієї і тієї ж сутності, тобто певної сполуки Гідрогену з Оксигеном, то в натурфілософії під поняття феномена можуть підійти як сам оксиген та водень, так і взагалі всі види матеріальності, якщо розуміти їх усі як видозміну однієї першооснови, наприклад, матерії — в традиційному матеріалізмі, сили і енергії — в динамізмі. Коли філософське дослідження приводить до заперечення всього субстанціального — як, наприклад, у філософії Юма, — поняття феномена не втрачає свого значення, а навпаки, витісняє поняття субстанції, виражаючи собою єдину форму буття.
При гносеологічному дослідженні складу нашого досвіду й пізнання сенс поняття феномена суттєво змінюється. У цьому випадку зміст сприймань і основних форм пізнання розглядають з точки зору відтворюваності в ньому сутності речей, яка вона (сутність) сама в собі, тобто поза всіляким стосунком до пізнання. При цьому сам акт сприйняття та пізнання розглядають як складений з впливів трьох різних факторів: 
1. пізнаваного об'єкта
2. того, хто пізнає суб'єкта (спостерігача)
3. дієвого середовища, вплив якого треба брати до уваги у всіх тих випадках, коли безпосередню взаємодію суб'єкта та об'єкта неможливо твердо встановити.

Виходячи з такої точки зору, теорія пізнання виводить, що в багатьох випадках зміст як сприймань, так і пізнавальних актів зовсім не передає властивості об'єктів, які ми пізнаємо, але обумовлений у своїй якісності й формі природою самого пізнавального акту. Так, наприклад, кольоровість, звучність, твердість, м'якість та інші чуттєві якості, попри їх видиму приналежність до матеріальних речей, потрібно визнати станами нашої свідомості, що реагує за посередництва органів чуття на зовсім інші властивості та процеси зовнішніх об'єктів, зовсім не відтворювані в наших чуттєвих сприйняттях. Таке саме значення в сенсі відтворення дійсності, що ми пізнаємо, можна приписати формам часу і простору, уявленням, поняттям і всім формальним і конститутивним принципам пізнання.

## Історія
Феноменалізм є радикальною формою емпіризму. Його коріння, як онтологічний погляд на природу існування, можна простежити в минуле до Джорджа Берклі з його суб'єктивним ідеалізмом, який потім розвинув Девід Юм. Теорію сприйняття Мілля зазвичай називають класичним феноменалізмом. Він відрізняється від ідеалізму Берклі поглядом на те, як об'єкти продовжують існувати, навіть коли ніхто не сприймає їх (ця точка зору також відома як "локальний реалізм"). Берклі стверджував, що Бог, який все знає, сприймає всі об'єкти, і що саме це примушує їх продовжувати існувати. Тоді як Мілль стверджував, що постійних можливостей досвіду достатньо для існування об'єкта. Ці постійні можливості можна проаналізувати за допомогою  контрафактичних умовних, таких як: "якби я мав відчуття типу у, тоді я також мав би відчуття типу х".
Цілком імовірно, що найбільш зрозуміле формулювання феноменалізму як епістемологічної теорії про можливість пізнання предметів зовнішнього світу,  можна знайти в трансцендентній естетиці Іммануїла Канта. За Кантом, простір і час, які є апріорними формами і передумовами всього чуттєвого досвіду, "належать до об'єктів лише тією мірою, якою їх розглядають як явища (феномени), а не речі в собі (ноумени)". Попри те, що Кант наполягав на тому, що знання обмежене феноменами, він ніколи не заперечував або виключав існування об'єктів, що не були пізнавані шляхом досвіду, речей в собі або ноуменів, хоча він ніколи не доводив це.
Тому "епістемологічний феноменалізм" Канта, як його називають,  вельми відрізняється від попередньої онтологічної версії Берклі. На погляд Берклі, так звані "речі-в-собі" існують лише у вигляді пучків відчуттів, які ми суб'єктивно сприймаємо, яким гарантована узгодженість і сталість, оскільки їх постійно осягає своїм розумом Бог. Тоді як Берклі вважає, що об'єкти є лише пучками відчуттів (див. теорія пучків), Кант вважає (на відміну від інших послідовників цієї теорії), що об'єкти не перестають існувати, якщо їх більше не сприймає якась людина або розум.
Наприкінці 19-о століття, ще більш крайню форму феноменалізму  сформулював Ернст Мах, а потім розробили і вдосконалили Рассел, Еєр і логічні позитивісти. Мах відкинув існування Бога, а також заперечував, що явища є даними, з якими стикається розум або свідомість суб'єкта. Натомість Мах вважав чуттєві явища "чистими даними", існування яких потрібно розглядати попереду будь-якої довільної відмінності між розумовою та фізичною категоріями феноменів. Таким чином, саме Мах  сформулював ключову тезу феноменалізму, яка відділяє його від теорії пучків об'єктів: об'єкти є логічними побудовами, поза чуттєвими даними або ідеями; тоді як згідно з теорією пучків, об'єкти є наборами, або пучками,  реальних ідей або відчуттів.
Згідно з теорією пучків, сказати, що груша переді мною існує, значить просто сказати, що деякі властивості (зеленість, твердість тощо) сприймаються в цей момент. Коли ці характеристики перестає сприймати хто завгодно, то об'єкт (в цьому випадку груша) більше не існує. Феноменалізм, як його сформулював Мах - це, однак, думка, що об'єкти є логічними побудовами поза властивостями сприйняттів. З цієї точки зору, сказати, що стіл є в іншій кімнаті, коли нема нікого в тій кімнаті, хто б сприймав його, значить сказати, що, якби була людина в тій кімнаті, то вона сприймала б стіл. Тут береться до уваги не фактичне сприйняття, а його можливість.
Логічний позитивізм, що виник як a маленький гурток навколо філософа Моріца Шліка у Відні, надихнув багатьох філософів англомовного світу з 1930-х до 1950-х. Значно вплинули на їх бренд емпіризму Ернст Мах, який займав крісло голови індуктивних наук в Університеті Відня, пізніше цю посаду посів Шлік, і кембриджський філософ Бертран Расселл. Ідеєю логічних позитивістів, таких як Альфред Джулс Еєр і Рудольф Карнап, було сформулювати доктрину феноменалізму в лінгвістичних термінах, так, щоб визначити посилання на такі цілісності як фізичні об'єкти у зовнішньому світі поза існуванням. Речення, які містили такі терміни, як "стіл " потрібно було перекласти на речення, які стосувались виключно фактичного або можливого чуттєвого досвіду.
Американський філософ 20-о століття Артур Данто стверджував, що " феноменаліст вірить, що все в чому наявний сенс, можна виразити в термінах нашого чуттєвого досвіду. " Він стверджував, що "феноменаліст дійсно прагне до найбільш радикального виду емпіризму: для нього посилання на об'єкти завжди, зрештою, є  посиланням на чуттєвий досвід...." 
Для феноменаліста будь-які предмети повинні бути пов'язані з досвідом". Джон Стюарт Мілль якось сказав про фізичні об'єкти, як про постійну можливість досвіду". І це, за великим рахунком, є тим над чим феноменаліст наполегливо працює. Все, що ми можемо сказати про фізичні та/або нефізичні об'єкти, якщо є будь які /, це інформація про досвід, який ми маємо в спілкуванні з ними...." Тим не менш, феноменалізм ґрунтується на розумових операціях. Ці операції самі по собі не відомі з чуттєвого досвіду. Такі неемпіричні, нечуттєві операції є "... неемпіричними питаннями простору, часу і безперервності, що емпіризм у всіх його формах і, попри відмінності у його структурах, здається, задає...".
Див. для порівняння Сенсуалізм, яким феноменалізм тісно пов'язаний.